# تهموني (ألبوم)
تهموني هو أحد ألبومات المطربة نجوى كرم وصدر في عام 2002 وقد احتوى الألبوم على ثمان أغاني.

## الأغاني
1. براءة
2. بغرامك مسلوبة
3. بنوب
4. العمر مشوار
5. أوعى تكون زعلت
6. تهموني
7. تمسكن
8. يا مدوبني